# Hrodivka
Hrodivka (ukrainien : Гродівка, russe : Гродовка, Grodovka) est une commune urbaine de l'oblast de Donetsk, en Ukraine. Elle compte 70 habitants en 2024.
La ville possède un gare ferroviaire.

## Histoire
Le 13 août 2024, les forces Russes sont entrées dans la ville et ont depuis lors continuer à avancer dans la partie sud-est de celle-ci.
Le 7 octobre 2024, le ministère russe de la Défense a annoncé la prise de la ville.